# Фелисити (ТВ серија)
Фелисити (енгл. Felicity) америчка је телевизијска серија коју су створили Џеј-Џеј Ејбрамс и Мет Ривс за The WB. Извршни продуценти су били Брајан Грејзер и Рон Хауард преко своје продуцентске куће Imagine Television.
Године 2007. часопис Time ју је прогласио једном од 100 најбољих ТВ серија свих времена.  ју је прогласио једном од најбољих школских серија свих времена. У јуну 2010. Entertainment Weekly је прогласио Фелисити Портер једним од 100 најбољих ликова у последњих 20 година.

## Радња
Фелисити Портер, осетљива и интелигентна девојка из области залива Сан Франциско, одлучује да одустане од припремног програма на Универзитету Станфорд како би пратила своју дугогодишњу заљубљеност у колеџ у Њујорку. Ствари постају још компликованије када она упозна резидентног саветника у свом дому у ког се моментално заљуби.

## Улоге
| Глумац         | Улога            |
| -------------- | ---------------- |
| Кери Расел     | Фелисити Портер  |
| Скот Спидман   | Бен Ковингтон    |
| Ејми Џо Џонсон | Џули Емрик       |
| Танжи Милер    | Елена Тајлер     |
| Скот Фоли      | Ноел Крејн       |
| Грег Гранберг  | Шон Блумберг     |
| Аманда Форман  | Меган Ротунди    |
| Ијан Гомез     | Хавијер Квинтата |

## Епизоде
| Сезона | Сезона | Епизоде | Епизоде | Оригинално емитовање | Оригинално емитовање |
| Сезона | Сезона | Епизоде | Епизоде | Премијера            | Финале               |
| ------ | ------ | ------- | ------- | -------------------- | -------------------- |
|        | 1.     | 22      | 22      | 29. септембар 1998.  | 25. мај 1999.        |
|        | 2.     | 23      | 23      | 26. септембар 1999.  | 24. мај 2000.        |
|        | 3.     | 17      | 17      | 4. октобар 2000.     | 23. мај 2001.        |
|        | 4.     | 22      | 22      | 10. октобар 2001.    | 22. мај 2002.        |